# Portulaca meyeri
Portulaca meyeri är en portlakväxtart som beskrevs av Carlos Maria Diego Enrique Legrand. Portulaca meyeri ingår i släktet portlaker, och familjen portlakväxter. Utöver nominatformen finns också underarten P. m. rodrigoi.